# سيرجي إنريكي
سيرجي إنريكي (بالإسبانية: Sergi Enrique)‏ هو لاعب هوكي الحقل إسباني، ولد في 22 سبتمبر 1987 في ماتاديبيرا في إسبانيا.

## وصلات خارجية
- سيرجي إنريكي على موقع الاتحاد الدولي للهوكي (الإنجليزية)
- سيرجي إنريكي على موقع أوليمبيديا (الإنجليزية)